# Kupa e Shqipërisë 2024-2025
La Kupa e Shqipërisë 2024-2025 è stata la 73ª edizione della coppa nazionale albanese, iniziata il 25 settembre 2024 e terminata il 1° maggio 2025. La squadra vincente ottiene la qualificazione per la UEFA Conference League 2025-2026.
L'Egnatia è la squadra campione in carica, avendo conquistato il trofeo per la seconda volta nella sua storia. Il titolo è stato vinto dalla Dinamo Tirana, alla sua quattordicesima coppa nazionale.

## Squadre partecipanti
Alla coppa partecipano 44 squadre:
| Kategoria Superiore 2024-2025                                                                                          | Kategoria e Parë 2024-2025 | Kategoria e Dytë 2024-2025 |
| - Bylis Ballsh - Dinamo Tirana - Egnatia - Elbasani - Laçi - Partizani Tirana - Skënderbeu - Teuta - Tirana - Vllaznia | - Apolonia Fier - Besa Kavajë - Burreli - Erzeni - Flamurtari Valona - Kastrioti - Korabi - Kukësi - Lushnja - Pogradeci - Valbona - Vora | - Adriatiku - Albanët - Basania - Besëlidhja - Butrinti - Devolli - Gramshi - Iliria - Këlcyra - Luftëtari - Luzi 2008 - Murlani - Naftetari Kucove - Oriku - Shkumbini - Sopoti - Tërbuni Pukë - Tomori - Turbina Cërrik - Veleçiku |

## Calendario
Il programma del torneo è il seguente.
| Turno            | Andata            | Ritorno           |
| ---------------- | ----------------- | ----------------- |
| Preliminare      | 25 settembre 2024 | 25 settembre 2024 |
| Primo turno      | 16 ottobre 2024   | 16 ottobre 2024   |
| Secondo turno    | 20 novembre 2024  | 20 novembre 2024  |
| Ottavi di finale | 15 gennaio 2025   | 15 gennaio 2025   |
| Quarti di finale | 5 febbraio 2025   | 25 febbraio 2025  |
| Semifinali       | 2 aprile 2025     | 23 aprile 2025    |
| Finale           | 4 maggio 2025     | 4 maggio 2025     |

## Turno preliminare
Partecipano a questo turno quattro squadre provenienti dalla Kategoria e Dytë.
| 24 settembre 2024 |       |         |
| Naftetari Kucove  | 4 – 2 | Basania |
| Murlani           | 3 – 5 | Albanët |

## Primo turno
Partecipano a questo turno 32 squadre:
- 2 squadre dalla Kategoria Superiore
- 12 squadre dalla Kategoria e Parë
- 14 squadre dalla Kategoria e Dytë
- 2 vincitrici del turno preliminare

| 16 ottobre 2024   |        |                  |
| Erzeni            | 1 – 0  | Naftetari Kucove |
| Kukësi            | 6 – 0  | Albanët          |
| Elbasani          | 4 – 0  | Turbina Cërrik   |
| Bylis Ballsh      | 5 – 1  | Adriatiku        |
| Flamurtari Valona | 15 – 1 | Devolli          |
| Apolonia Fier     | 3 – 0  | Këlcyra          |
| Vora              | 6 – 1  | Gramshi          |
| Korabi            | 5 – 2  | Veleçiku         |
| Kastrioti         | 3 – 1  | Butrinti         |
| Lushnja           | 0 – 1  | Oriku            |
| Burreli           | 4 – 0  | Sopoti           |
| Besa Kavajë       | 4 – 3  | Tërbuni Pukë     |
| Luzi 2008         | 5 – 0  | Shkumbini        |
| Tomori            | 1 – 2  | Iliria           |
| Pogradeci         | 2 – 0  | Luftëtari        |
| Valbona           | 1 – 0  | Besëlidhja       |

## Secondo turno
Al secondo turno partecipano le 16 vincenti del primo turno.
| 20 novembre 2024  |       |             |
| Erzeni            | 2 – 1 | Valbona     |
| Kukësi            | 2 – 1 | Pogradeci   |
| Elbasani          | 3 – 1 | Iliria      |
| Bylis Ballsh      | 3 – 1 | Luzi 2008   |
| Flamurtari Valona | 0 – 1 | Besa Kavajë |
| Vora              | 3 – 1 | Oriku       |
| Apolonia Fier     | 3 – 1 | Burreli     |
| Korabi            | 1 – 4 | Kastrioti   |

## Ottavi di finale
Agli ottavi di finale prendono parte le 8 vincenti del secondo turno e 8 squadre dalla Kategoria Superiore.
| 14 gennaio 2025  |             |               |
| Laçi             | 3 – 1       | Kukësi        |
| Tirana           | 1 – 2 (dts) | Bylis Ballsh  |
| 15 gennaio 2025  |             |               |
| Dinamo Tirana    | 6 – 1       | Erzeni        |
| Teuta            | 0 – 2 (dts) | Elbasani      |
| Vllaznia         | 1 – 0 (dts) | Besa Kavajë   |
| Partizani Tirana | 2 – 0       | Apolonia Fier |
| Skënderbeu       | 1 – 0       | Vora          |
| Egnatia          | 4 – 0       | Kastrioti     |

## Quarti di finale
| Squadra 1            | Totale          | Squadra 2        | Andata | Ritorno     |
| -------------------- | --------------- | ---------------- | ------ | ----------- |
| 5 / 26 febbraio 2025 |                 |                  |        |             |
| Bylis Ballsh         | 3 – 5           | Egnatia          | 1 - 3  | 2 - 2       |
| Elbasani             | 3 – 3 (4-5 dtr) | Vllaznia         | 0 - 0  | 3 - 3 (dts) |
| Laçi                 | 1 – 2           | Partizani Tirana | 0 - 0  | 1 - 2       |
| Dinamo Tirana        | 4 – 2           | Skënderbeu       | 0 - 2  | 4 - 0 (dts) |

## Semifinali
| Squadra 1          | Totale | Squadra 2        | Andata | Ritorno     |
| ------------------ | ------ | ---------------- | ------ | ----------- |
| 2 / 23 aprile 2025 |        |                  |        |             |
| Vllaznia           | 3 - 4  | Dinamo Tirana    | 0 - 0  | 3 - 4       |
| Egnatia            | 2 - 1  | Partizani Tirana | 0 - 1  | 2 - 0 (dts) |

## Finale
| Arbitro: | Eldorjan Hamiti |

|                                                |                      |                                         |
| Guindo 45+3’ Bakayoko 90+5’                    | Marcatori            | 17’, 61’ Itodo                          |
| Aleksi Bakayoko Ujka Zejnullai Xhemajli Yahaya | Tiri di rigore 4 – 5 | Aliji Qardaku Meksi Teqja Zabërgja Dita |

## Classifica marcatori
| Gol | Rigori |  | Giocatore      | Squadra          |
| --- | ------ |  | -------------- | ---------------- |
| 8   |        |  | Peter Itodo    | Dinamo Tirana    |
| 5   |        |  | Vasil Shkurtaj | Flamurtari       |
| 4   | 1      |  | Albers Keko    | Partizani Tirana |
| 4   | 1      |  | Ertigen Shehu  | Korabi           |
| 3   |        |  | Baton Zabërgja | Dinamo Tirana    |
| 3   |        |  | Léo Melo       | Egnatia/Elbasani |